# Augusts Voss
Augusts Voss (Oblast' di Omsk, 30 ottobre 1919 – Mosca, 10 febbraio 1994) è stato un politico e funzionario sovietico di origini lettoni e tedesche, Primo Segretario del Partito Comunista di Lettonia dal 15 aprile 1966 al 14 aprile 1984.

## Biografia
Voss Prima della Seconda guerra mondiale aveva lavorato come insegnante in una scuola. Nel 1940 fu mobilitato nell'Armata Rossa e servi come Commissario politico. Dal 1945 servì come Apparatčik di partito in Lettonia. Dal 1966 al 1984 fu Primo Segretario (più tardi Segretario generale) del Partito Comunista di Lettonia. Dal 1971 al 1990 fu membro del Comitato centrale del Partito Comunista dell'Unione Sovietica. Dal 1984 al 1989 fu presidente del Soviet delle Nazionalità (del Soviet Supremo dell'URSS). Voss capiva il lettone, ma non lo usava in pubblico. In seguito non ritornò più in Lettonia e morì a Mosca dove tuttora è sepolto.